# STS-129
STS-129は、2009年11月に行われたスペースシャトル アトランティスによる国際宇宙ステーション(ISS)利用補給ミッション (ULF3)である。
主な目的は、エクスプレス補給キャリア（ELC）を2基、ISSに運んで取り付けることである。ELCはISS外部の予備機器の置き場を増やすために使われるもので、曝露機器の予備品や簡単な実験機材を設置するために使う。ELCは4基計画されており、残り2基をSTS-133とSTS-134で取り付ける。
今回運ぶELCには、予備のジャイロスコープ(CMG)、窒素タンク、アンモニアタンク、ポンプモジュール、ロボットアームの予備部品などが搭載され、ISSに保管される。
飛行中に3回の船外活動が行われた。

## 完璧なミッション
STS-129は、当初設定されたスケジュール通り、打ち上げ・ドッキング・船外活動・帰還に至るまで、ほとんど予定の日程・時刻から遅延することなくスケジュールを完璧に消化した。打ち上げ時のタイルの剥落もほとんどなく、予定外のトラブルも皆無であった。（ミッション自体は目立たない補給ミッションではあったが）スケジュールの遅延が常態化して、予定のスケジュール通りに進むことのないスペースシャトル・ミッションにおいては、これは「快挙」と呼んでも良い成績である。特にコロンビア事故後に各基準が厳格化された最近のミッションにあって、ほぼスケジュール通りにこなせたことは、飛行士を含むNASAスタッフ全員の習熟度が目標とするレベルに達したことを意味する。2010年の退役を前にスペースシャトルもようやく「宇宙輸送システム」として完成したとも言えるわけである。

## 乗組員
かっこ内の数字は、今回を含めたフライト経験数。
- チャールズ・ホーバー（英語版） (3) - 船長
- バリー・ウィルモア（英語版） (1) - パイロット
- マイケル・フォアマン（英語版） (2) - ミッションスペシャリスト
- ランドルフ・ブレスニク（英語版） (1) - ミッションスペシャリスト
- リーランド・D・メルビン (2) - ミッションスペシャリスト
- ロバート・サッチャー（英語版） (1) - ミッションスペシャリスト

### 帰還する第21次長期滞在員
- ニコール・ストット (1)— ミッションスペシャリスト

これがISS滞在クルーを乗せて帰還する最後のシャトルとなる。

## ギャラリー

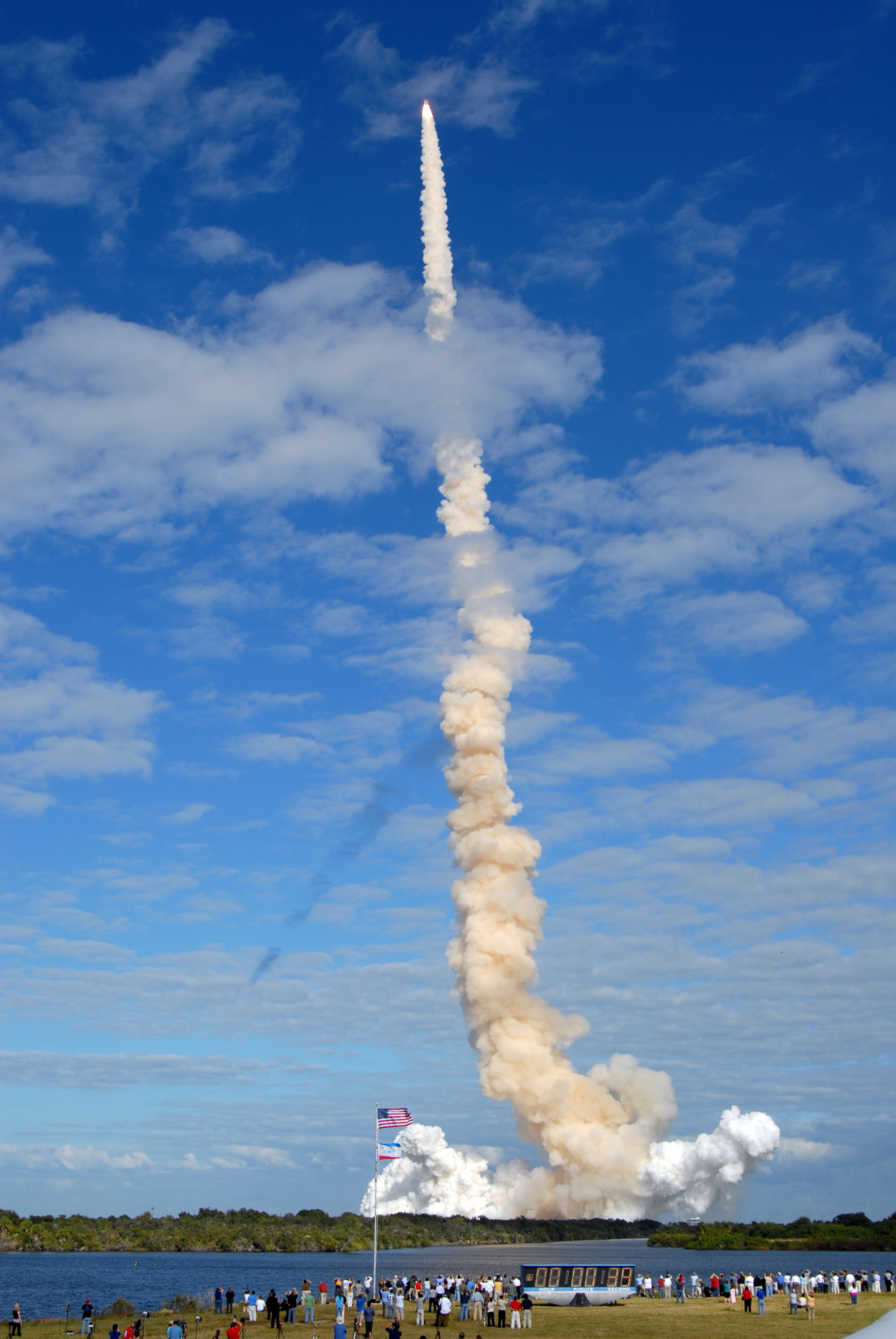
打ち上げ
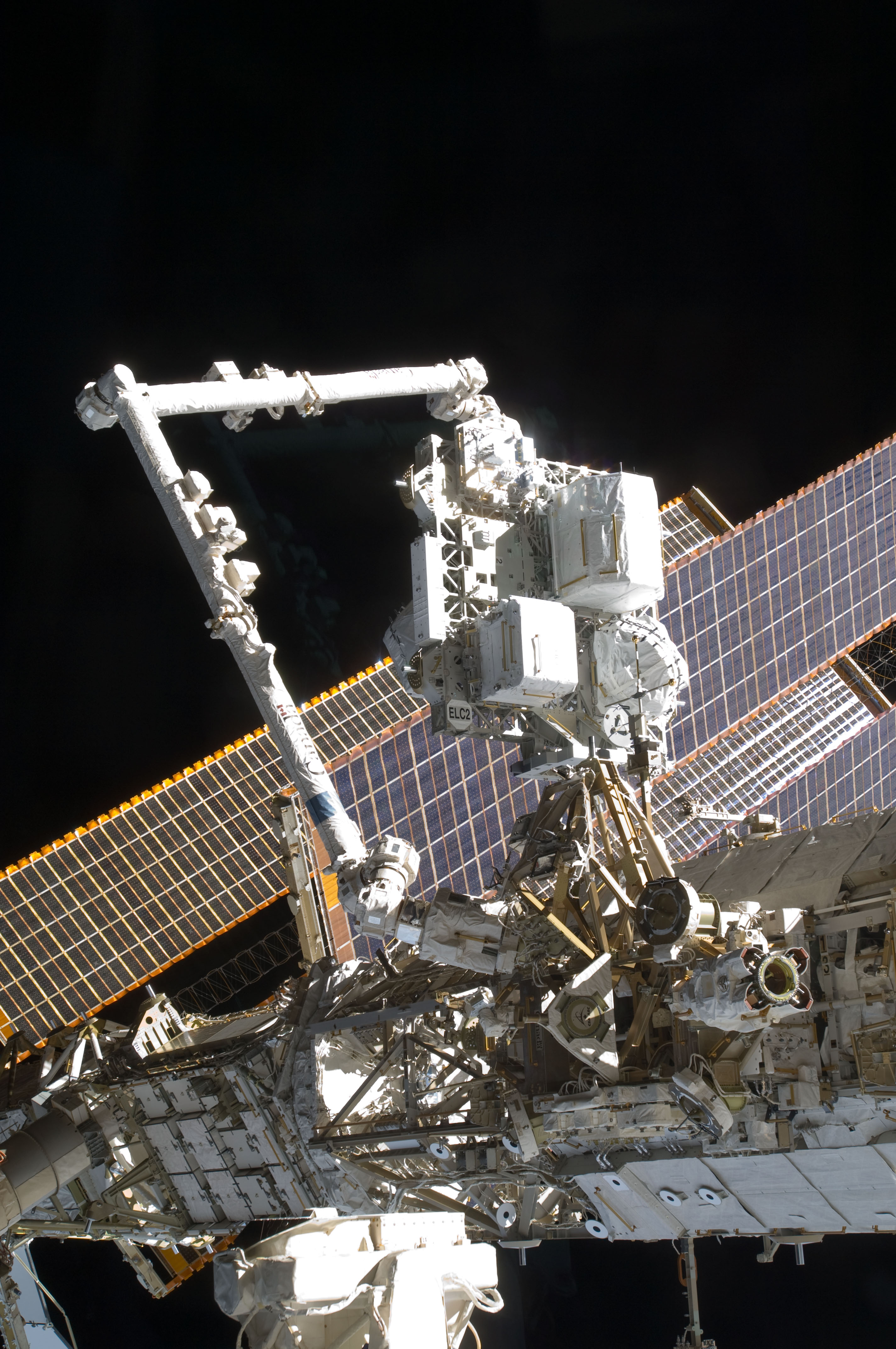
ELCの取り付け
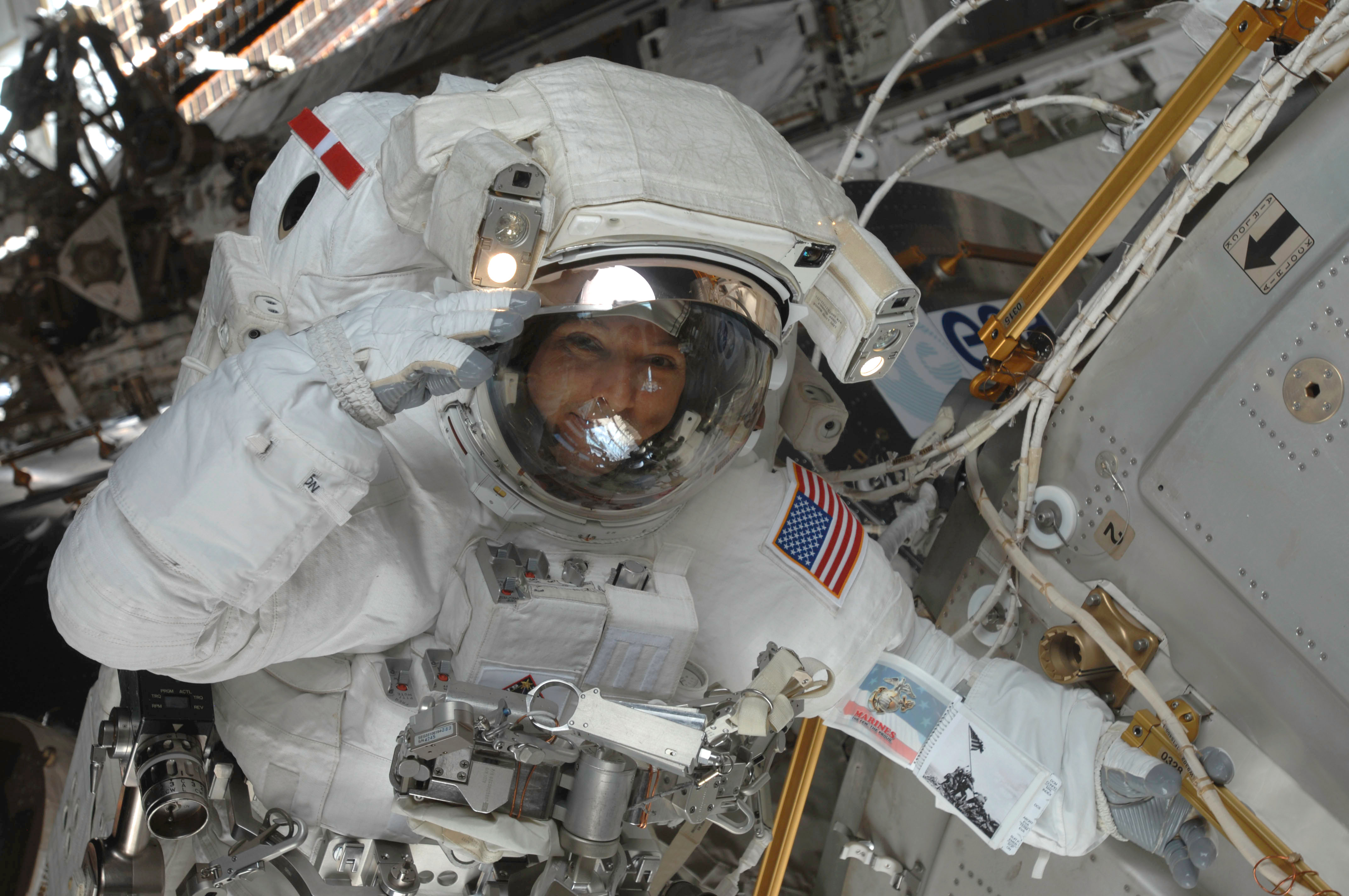
船外活動中のブレスニック飛行士
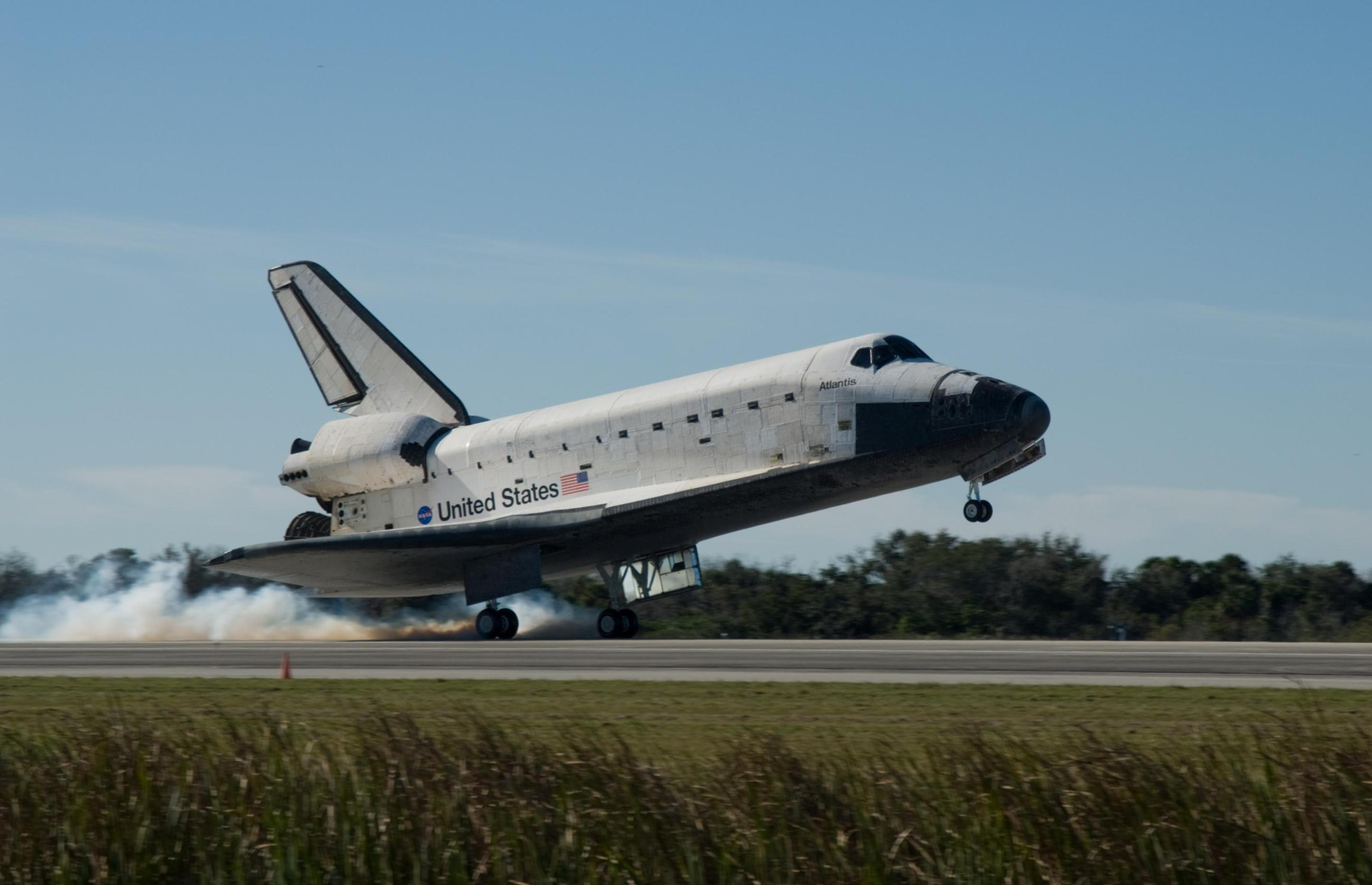
着陸